# Obština Chisarja
Obština Chisarja (bulharsky Община Хисаря) je bulharská jednotka územní samosprávy v Plovdivské oblasti. Leží ve středním Bulharsku na jižních svazích Sredné gory, zčásti také v Hornothrácké nížině. Správním střediskem je město Chisarja, kromě něj obština zahrnuje 11 vesnic. Žije zde přes 10 tisíc stálých obyvatel.

## Sídla
| - Belovica - Černičevo - Chisarja (sídlo správy) - Krasnovo | - Krăstevič - Malo Kruševo - Mătenica - Michilci | - Novo Železare - Paničeri - Staro Železare - Starosel |

## Sousední obštiny
| Růžice kompasu | Koprivštica |                  | Karlovo    | Růžice kompasu |
| Růžice kompasu | Strelča     | Sever            |            | Růžice kompasu |
| Růžice kompasu | Strelča     | Obština Chisarja |            | Růžice kompasu |
| Růžice kompasu | Strelča     | Jih              |            | Růžice kompasu |
| Růžice kompasu |             | Săedinenie       | Kalojanovo | Růžice kompasu |

## Obyvatelstvo
V obštině žije 10 657 stálých obyvatel a včetně přechodně hlášených obyvatel 12 628. Podle sčítáni 1. února 2011 bylo národnostní složení následující:
- Bulhaři: 11 268 (95.0 %)
- Romové: 471 (4.0 %)
- Turci: 83 (0.7 %)
- ostatní: 41 (0.3 %)